# Conchita (album)
Conchita è l'album di debutto della cantante austriaca Conchita Wurst, pubblicato il 15 maggio 2015. Conchita ha iniziato a lavorare all'album in seguito alla sua vittoria all'Eurovision Song Contest 2014 con Rise like a Phoenix, singolo numero uno e disco di platino in Austria e top ten in Germania, Paesi Bassi e Danimarca, e da esso ha estratto i singoli Heroes e You Are Unstoppable.

## Tracce
CD e download digitale
1. You Are Unstoppable – 3:30 (Richard Andersson, Dag Lundberg, Niclas Lif, Johannes Henriksson)
2. Up for Air – 3:47 (Sebastian Arman, David Bronner, David Malin, Joacim Persson)
3. Put That Fire Out – 3:42 (Erik Anjou)
4. Colours of Your Love – 3:33 (Sebastian Arman, David Bronner, Joacim Persson, Cyndi Almouzni)
5. Out of Body Experience – 3:41 (Marcus Brosch, Duncan Townsend, Tobias Neumann, Neele Ternes, David Bronner)
6. Where Have All the Good Men Gone – 3:09 (Lucinda Belle, Gil Cang)
7. Somebody to Love – 4:10 (Sebastian Arman, Dag Lundberg, Niclas Lif, Joacim Persson)
8. Firestorm – 3:43 (Aleena Gibson, Sebastian Arman, Joacim Persson)
9. Pure – 3:58 (Midge Ure, Martin Fliegenschmidt, Claudio Pagonis, Valentine Romanski)
10. Heroes – 3:43 (Sebastian Arman, Joacim Persson, David Bronner, Thomas Neuwirth, Andreas Kleerup)
11. Rise like a Phoenix – 3:01 (Charlie Mason, Joey Patulka, Ali Zuckowski, Julian Maas)
12. Other Side of Me – 3:40 (Erik Anjou)

Bonus track per iTunes
1. You Are Unstoppable (Dynasty Rework) – 3:26 (Richard Andersson, Dag Lundberg, Niclas Lif, Johannes Henriksson)
2. Heroes (Video) – 3:42 (Sebastian Arman, Joacim Persson, David Bronner, Thomas Neuwirth, Andreas Kleerup)

## Classifiche
| Classifica (2015) | Posizione massima |
| ----------------- | ----------------- |
| Australia         | 26                |
| Austria           | 1                 |
| Belgio (Fiandre)  | 17                |
| Belgio (Vallonia) | 41                |
| Finlandia         | 28                |
| Francia           | 138               |
| Germania          | 23                |
| Italia            | 30                |
| Paesi Bassi       | 67                |
| Regno Unito       | 123               |
| Spagna            | 48                |
| Svizzera          | 6                 |

## Date di pubblicazione
| Paese       | Data           | Formato               | Etichetta          |
| ----------- | -------------- | --------------------- | ------------------ |
| Germania    | 15 maggio 2015 | CD, download digitale | Sony Music Austria |
| Austria     | 15 maggio 2015 | CD, download digitale | Sony Music Austria |
| Paesi Bassi | 15 maggio 2015 | CD, download digitale | Sony Music Austria |
| Australia   | 15 maggio 2015 | CD, download digitale | Sony Music Austria |
| Regno Unito | 18 maggio 2015 | CD, download digitale | Sony Music Austria |
| Italia      | 19 maggio 2015 | CD, download digitale | Sony Music Austria |